# Fundo de Garantia de Depósitos
O Fundo de Garantia de Depósitos de Portugal é uma instituição estatal portuguesa de regulação bancária. Foi criado oficialmente através do Decreto-lei nº 298/92 de 31 de Dezembro de 1992. A sua principal função é a de o reembolso dos depósitos até €100.000 quando um banco coberto pela garantia do fundo não tem capacidade para tal. Esta garantia pretende evitar corridas aos bancos e promover estabilidade financeira.